# Papyrus Wilbour
Der Papyrus Wilbour, aus dem 4. Regierungsjahr Ramses’ V. (20. Dynastie) (1142 v. Chr.), ist ein altägyptisches Register von Ländereien in Mittelägypten, die verschiedenen Institutionen gehörten. Der Papyrus trägt seinen Namen nach Charles Edwin Wilbour (1833–1896), dessen Angehörige seinen Nachlass dem Brooklyn Museum in New York City vermachten.

## Inhalt
Der Papyrus besteht aus den beiden Teilen A und B. Während Text A über 2800 vor allem zu Tempeln gehörige Landparzellen zwischen dem heutigen al-Minya und Madinat al-Fayyum aufzählt, fasst Text B insbesondere das Kronland zusammen. Das Gebiet wird dabei in vier Bezirke (engl. zones) aufgeteilt.
Text A besteht aus über 4500 Zeilen, 102 Kolumnen und 279 Paragraphen. Die Paragraphen sind auf vier Abschnitte aufgeteilt, die vier verschiedenen Erhebungszeitpunkten entsprechen. Jeder der insgesamt 96 Paragraphen beginnt mit der landbesitzenden Institution und führt die Landparzellen auf mit Größen- und Ortsangaben, Name und Beschäftigung der zur Parzelle gehörigen Person sowie der Besteuerung in Form eines Anteils an der Ernte.
Jeder Abschnitt ist in fünf Unterabschnitte aufgeteilt, wobei die ersten drei den Thebanischen, Heliopolitischen und Memphitischen Tempeln zugeordnet sind, der vierte kleineren Tempeln und der fünfte säkularen Institutionen (zumeist Kronland). Diese Aufteilung entspricht der von Papyrus Harris I (Ramses IV.).
Die Felder der Institutionen waren in verschiedene Verwaltungseinheiten bzw. Domänen aufgeteilt, denen ein Verwalter vorstand, zumeist ein Beamter oder Priester.